# Serdicai zsinat
A birodalmi zsinatot Serdicába  (Sardica, Serdika, a mai Szófia)  Constans és  II. Constantius császár 342-ben azért hívta össze, hogy a Római Birodalom vallási békéjét biztosítsa. A városban 170 püspök találkozott 342 őszén . A zsinat sikertelen volt és az egyház nem ismerte el egyetemes zsinatként.

## Összehívása és célja
II. Constantius a Kelet-Római Birodalom  uralkodója nem akarta az új, részben ariánus ellenes Niceai hitvallást elfogadni, mert a Keleti egyházak, és azok püspökei a helyi órigenészi hagyományok alapján elutasították azt. Ugyanakkor Constantius  az egyházpolitikáját ellenző, radikálisan ariánus ellenes Alexandriai Atanáz és Ankürai Markellosz püspököt is száműzetésbe küldte. Mindketten Rómában találtak menedéket, ami viszont a legtöbb a keleti püspök számára volt igencsak gyanús. A Kelet-Római Birodalom püspökei Órigenész nyomán gyakran Isten három Hiposztázisáról (személyéről) tanítottak, és Szabellianizmussal gyanúsították a niceai hitvallás követőit, különösen, Markelloszt, aki egy hhiposztázisról beszélt.
Ebben a teológiailag feszült helyzetben  Constans,  a Nyugat-Római Birodalom uralkodója, azt javasolta  bátyjának Constantiusnak, hogy a vallási béke megteremtése érdekében hívjanak össze egy birodalmi zsinatot. Constantius, aki rá volt utalva testvére  katonai támogatására, beleegyezett a javaslatba.

## Két részzsinatra szakadás
A nyugati püspökök a hozzájuk érkezett Atanáz és Markellosz püspököket rögtön ismét felvették az egyház közösségébe. A később érkező a keleti püspökök, azonban a zsinati üléseken való részvétel feltételéül szabták, a két püspök kizárását, mivel mindkettőjüket zsinatok ítélték el: Atanázt 335-ben a Türoszi Zsinat, Markelloszt 336-ban a Konstantinápolyi zsinat. A nyugati püspökök viszont ragaszkodtak a tényhez, a 341-es Római Zsinaton mindkettőjüket rehabilitálták. A  Constantius' uralta Keleti Birodalom püspökei a császári palotában gyűltek össze, míg a nyugati püspökök a városi székesegyházba vonultak be. Miután hamarosan az a hír érkezett, hogy a Constantius császár megnyerte a II. Sápur szászánida király hadseregével szembeni csatát, a keleti püspökök megszakították a tárgyalásokat és elhagyták a zsinatot és Serdicát is.  A nyugati püspökök viszont Ossius Cordoba vezetésével egyszerűen folytatták a Birodalmi Zsinatot. Előtte, azonban mindkét csoport kölcsönösen kiközösítette egymást.